# Pascale Fonteneau
Pascale Fonteneau (* 29. April 1963 in Fougères, Département Ille-et-Vilaine) ist eine französische Journalistin und Schriftstellerin.

## Leben
Fonteneaus Vater ist deutscher, ihre Mutter französischer Nationalität. 1973 zog sie zusammen mit ihrer Familie nach Belgien und ließ sich in Brüssel nieder. Sie studierte an der Universität Brüssel und arbeitete nach erfolgreichem Abschluss einige Zeit als Journalistin. Später war sie auch in der Redaktion eines Radiosenders tätig.
Für einige Zeit war Fonteneau auch maßgeblich an der Planung und Organisation einiger Festivals für Filme, Bücher etc. tätig. In dieser Zeit entdeckte sie für sich das Genre Kriminalroman und begann auch solche zu schreiben. Daneben veröffentlichte sie bis heute (2010) rund dreißig Novellen und auch zahlreiche Hörspiele. Fonteneau lebt heute als freie Schriftstellerin in Brüssel. Sie ist verheiratet und hat drei Kinder.

## Werke
- Confidences sur l’escalier. Gallimard, Paris 1992, ISBN 2-07-049294-X.
- La Puissance du désordre. Gallimard, Paris 1999, ISBN 2-07-040959-7.
- Pulp und die Waffen der Frauen. („Les Damnés de l’artère“). Rowohlt, Reinbek 1999, ISBN 3-499-26172-3.
- La vanité des pions. Gallimard, Paris 2000, ISBN 2-07-049958-8.
- Die verlorenen Söhne der Sylvie Derijke („Les fils perdus de Sylvie Derijke“). Distel Literaturverlag, Heilbronn 2001, ISBN 3-923208-52-9.